# Ernesto René Oudín
Ernesto René Oudín (Corpus Christi, 28 de mayo de 1938) es un abogado y político argentino del Partido Justicialista, que se desempeñó como senador nacional por la provincia de Misiones entre 1995 y 2001, elegido por la tercera banca de la minoría.

## Biografía
Nació en 1938 en Corpus Christi (Misiones) y se recibió de abogado en la Facultad de Ciencias Jurídicas y Sociales de la Universidad Nacional del Litoral en 1963.
Miembro del Partido Justicialista (PJ), fue representante de la zona norte del país en el congreso del partido durante su proscripción y secretario del partido Unión Popular en la provincia de Misiones. También fue asesor de gremios, abogado defensor de presos políticos y apoderado y reorganizador del PJ de Misiones en 1972.
Entre 1973 y 1976 fue director de Asuntos Jurídicos del Ministerio de Economía y Obras Públicas del gobierno provincial, siendo más tarde asesor de sindicatos durante la dictadura autodenominada «Proceso de Reorganización Nacional». Con el retorno a la democracia, fue nuevamente reorganizador del PJ de Misiones. Se desempeñó como presidente de la Cámara Argentina de la Construcción y en 1990 fue designado presidente del banco provincial. A partir de 1991 fue ministro de Gobierno, designado por el gobernador Federico Ramón Puerta, e integrante del Consejo del PJ provincial hasta 1994.
En las elecciones al Senado de 1995, fue elegido senador nacional por la provincia de Misiones, para la tercera banca de la minoría instaurada tras la reforma constitucional del año anterior. Su mandato finalizó en 2001. Fue presidente de la comisión de Turismo; vicepresidente de la comisión de Interior y Justicia; y secretario de las comisiones de Asuntos Constitucionales y de Asesoramiento del Mercosur. Además, integró como vocal las comisiones de Asuntos Penales y Regímenes Carcelarios; de Energía; de Recursos Hídricos; de Relaciones Internacionales Parlamentarias; de Libertad de Expresión; de Vivienda; de Drogadicción y Narcotráfico; de Obras Públicas; así como las comisiones bicameral del Mercosur y parlamentaria conjunta del Mercosur.
Tras su paso por el Senado, fue elegido a la Cámara de Representantes de la Provincia de Misiones, desempeñándose como presidente del bloque del PJ. Entre 2002 y 2006 integró también el Consejo de la Magistratura de Misiones en representación del poder legislativo provincial.